# Agrilus quadrisignatus
Agrilus quadrisignatus é uma espécie de inseto do género Agrilus, família Buprestidae, ordem Coleoptera.
Foi descrita cientificamente por Marseul, 1866.